# Fadet elbois
Coenonympha elbana
Espèce
Le Fadet elbois (Coenonympha elbana) est une espèce de lépidoptères de la famille des Nymphalidae et de la sous-famille des Satyrinae.

## Dénomination
Coenonympha elbana a été décrit par Otto Staudinger en 1901..
Son statut comme espèce à part entière reste controversé.

### Noms vernaculaires
Le Fadet elbois se nomme Elban Heath en anglais.

## Description
Ce petit papillon de couleur orangée à étroite bordure marron présente ocelle noir aveugle à l'apex des antérieures, et une ligne d'ocelles noirs aveugles aux postérieures.
Le revers est aux antérieures de la même couleur orangée avec à l'apex l'ocelle noir pupillé de blanc cerclé de jaune souligné d'une courte bande blanche irrégulière, et une ornementation caractéristique aux postérieures : une bande postdiscale claire irrégulière et une ligne d'ocelles noirs pupillés de blanc cerclés de jaune.

## Biologie

### Période de vol et hivernation
Il vole en plusieurs générations, de mai à septembre.

### Plantes hôtes
Ses plantes hôtes sont des graminées.

## Écologie et distribution
Cette espèce est endémique d'une petite région de l'Ouest de l'Italie comprenant les îles d'Elbe et de Giglio, ainsi que Monte Argentario et les terres continentales environnantes,.

### Biotope
Il réside dans les lieux herbus.